# Liste der denkmalgeschützten Objekte in Krenglbach
Die Liste der denkmalgeschützten Objekte in Krenglbach enthält die denkmalgeschützten, unbeweglichen Objekte der Gemeinde Krenglbach in Oberösterreich (Bezirk Wels-Land).

## Denkmäler
| Foto |                 | Denkmal                                                                     | Standort                                          | Beschreibung | Metadaten |
| ---- | --------------- | --------------------------------------------------------------------------- | ------------------------------------------------- | --- | --- |
| ja   | Datei hochladen | Kath. Pfarrkirche hl. Stephan und Friedhof HERIS-ID: 52221 Objekt-ID: 58755 | bei Krenglbacher Straße 17 Standort KG: Schmiding | Die kleine barocke Kirche stammt aus dem zweiten Viertel des 18. Jahrhunderts und besitzt ein nahezu quadratisches Langhaus, einen eingezogenen Chor und einen viergeschoßigen Westturm mit Doppelzwiebelhelm. | BDA-Hist.: Q26215012 Status: § 2a Stand der BDA-Liste: 2025-06-30 Name: Kath. Pfarrkirche hl. Stephan und Friedhof GstNr.: .53, 1048 |
| ja   | Datei hochladen | Schloss Haiding HERIS-ID: 90660 Objekt-ID: 105362                           | Schlossplatz 1 Standort KG: Haiding               | → Hauptartikel : Schloss Haiding f1 | BDA-Hist.: Q2241397 Status: Bescheid Stand der BDA-Liste: 2025-06-30 Name: Schloss Haiding GstNr.: 26/4 Schloss Haiding              |